# 김동훈 (배우)
김동훈(金東勳, 1939년 3월 9일 ~ 1996년 3월 21일)은 대한민국의 배우·연출가이다.

## 생애
서울 출생으로, 경기고등학교를 거쳐 서울대학교 미학과를 졸업하였다. 대학시절부터 연기와 연출을 시작하여 ‘실험극장’의 창립멤버이며 1960년대 연기자의 주역이었다. 용모에 있어서나 정확한 발성, 지성과 감성 등을 고루 갖춘 만능 연기자로 평가받았으며, ‘실험극장’ 대표를 지냈다.

## 학력
- 재동초등학교
- 경기중학교
- 경기고등학교
- 서울대학교 미학과 졸업

## 대표작
그가 주연한 대표작으로서는 데뷔작 《아들을 위하여>(서울대학)를 비롯하여 《포기와 베스》·《다리에서의 조망》·《안도라》·《무익조(無翼鳥)》·《세일즈맨의 죽음》·《롤러스케이트를 타는 오뚝이》·《심판(審判)》·《에쿠우스》·《햄릿》·《피가로의 결혼》 등 수십편이 있고 연출작품으로서 《오셀로》·《피가로의 결혼》 등이 있다.